# Lasse Braun
Pour les articles homonymes, voir Braun.
 (février 2015).
Si vous disposez d'ouvrages ou d'articles de référence ou si vous connaissez des sites web de qualité traitant du thème abordé ici, merci de compléter l'article en donnant les références utiles à sa vérifiabilité et en les liant à la section « Notes et références ».
Lasse Braun, à l'état-civil Alberto Ferro, est un réalisateur italo-français de films pornographiques né à Alger en 1936 et mort le 16 février 2015 à Rome. Il est le père d'Axel Braun.

## Biographie
Né le 11 janvier 1936 à Alger, fils d'un diplomate italien, Lasse Braun a été connu comme « Le Roi du Porno » par des innombrables magazines et publications de le monde entier. Il a expliqué son activité particulièrement au Danemark et en Suède et en 1966 il a choisi le pseudonyme qui, depuis cette année, l'identifie officiellement.
Metteur en scène, auteur de scénarios, écrivain, docteur en droit international, après ses débuts clandestins en 1961 dans la contrebande du « porno » des premières années 1960, déçu par la pauvreté de ce matériel, Lasse Braun s'est lancé dans une série de batailles, plus ou moins secrètes, pour la légalisation de la pornographie, personnifiant avec sa culture dionysiaque l'esprit de la révolution sexuelle des années 1960-1970. Sa stratégie se fondait sur deux objectifs : rendre plus beaux et artistiques ses produits (revues et films 8 mm) afin de les rendre plus commercialisables et populaires ; envahir avec ces nouveaux produits tous les marchés européens afin de rendre la légalisation inévitable.
En 1964, il commence sa mission en Scandinavie pour obtenir d'un premier parlement européen un acte officiel qui abolit la censure sur la représentation explicite de la sexualité, effaçant, une fois pour toutes, le « crime d'outrage à la pudeur », qui empêchait dans le monde entier (y compris au Danemark, en Suède, aux Pays-Bas, en Allemagne, en France, en Espagne, en Italie, aux États-Unis, etc.) à des nombreux artistes et entrepreneurs d'approcher ce sujet.
La légalisation totale se passe finalement en juin 1969 au Danemark, qui est donc la première nation au monde qui légifère officiellement dans un tel sens. Plus tard, de nombreuses nations occidentales approuvent des lois semblables, mais aux États-Unis, la liberté fut laissée à chaque État de l'Union, provoquant un chaos de lois qui limitent encore la production et le commerce de la pornographie au-dehors des grandes villes (Los Angeles, New York, San Francisco, Chicago).
En 1967, Lasse Braun établit à Stockholm sa première société cinématographique (AB Beta Film) et l’année suivante il tourne ses premiers films en 8 mm (voir filmographie). Comme il est encore interdit, et qu'aucun laboratoire n'ose développer et copier des films porno, il achète les machines, s'associe avec un technicien suédois, afin de développer et copier ses propres films. Pour commencer, il place des annonces dans plusieurs magazines pour hommes, et il vend la plupart de ses produits par poste (mail order) créant un fichier de plus de 50 000 clients, avec des profits spectaculaires. Après la légalisation danoise, il ouvre des bureaux à Copenhague, organise son propre studio graphique et est le premier à faire emballer ses films super 8 dans des boîtes très belles, imprimées en 4 couleurs pour chaque titre, qui, en séries de 3 titres pour chaque sujet, envahissent l'Allemagne, les Pays-Bas, la France et le sud de l'Europe.
En 1971, le très riche distributeur américain de matériel soft semi-érotique, Reuben Sturman, impressionné par les films hard de Lasse Braun, arrive à Copenhague pour le rencontrer. Il achète pour les États-Unis toute la production de Lasse Braun, qui réussit à passer en contrebande à travers le Canada tous les masters et les lithographies des boîtes et catalogues. En même temps, Reuben fabrique des machines de peep-show de nouvelle génération, qu'il place par milliers sur le marché américain, et il y présente uniquement des films de Lasse Braun. Le succès est grandiose.
En 1973, Lasse Braun se transfère aux Pays-Bas où il réalise en 16 mm son premier long métrage intitulé Penetration, un titre qu'il change par la suite en French Blue. Profitant de la confusion créée par la mort du président français Georges Pompidou (un grand ennemi du porno), Lasse Braun réussit à faire projeter le très hard Penetration pour trois nuits consécutives au marché du film du Festival de Cannes 1974, devenant donc le premier cinéaste au monde à avoir abattu le mur conservateur du Festival du Film, conventionnel et censuré.
En 1975, en échange des droits sur l’Amérique, Reuben Sturman finance avec 300 000 dollars un deuxième long métrage de Lasse Braun, cette fois en 35 mm, sur la base du seul titre Sensations. Aux Pays-Bas, Lasse Braun réalise le film avec sa petite amie Brigitte Maier, déjà vu dans French Blue, en vedette. Celui-ci est présenté pour la première fois au marché du film du Festival de Cannes 1975. Après l'éblouissant succès de Cannes, le film est importé à New York, et projeté dans les cinémas américains durant des années.
En 1976, Lasse Braun réalise dans un château près d’Amsterdam un film extraordinaire, Body Love, avec une très intéressante actrice française de 18 ans, Lolita da Nova, à son début dans le hard, Catherine Ringer connue par la suite comme la chanteuse des Rita Mitsouko. Body Love est rendu encore plus extraordinaire par la musique originale du grand compositeur électronique allemand Klaus Schulze, qui adore tant ce film et son titre que Lasse Braun lui permet, en échange de sa musique pour le film, de l’employer pour ses deux albums, vendus dans le monde entier.
En 1980, Lasse Braun réalise à New York et au Connecticut un film 35 mm de grande qualité, American Desire, financé par Edi Stoeckli pour Beate Uhse. Le film est présenté pour la presse à Hambourg et Amsterdam, recevant des ovations unanimes et devenant le troisième film (de toute sorte) du box office allemand.
Mais c’était déjà le temps de la vidéo, un moyen technique que Lasse Braun n’aime pas mais qu'il utilise les années suivantes pour de nombreuses productions américaines. En 1997, Reuben Sturman, son grand ami, meurt, et Lasse Braun tourne pour Sin City, Hollywood, ses trois dernières vidéos en 1998.
Après ça, dégoûté par la vulgarité des nouveaux distributeurs et par la pauvreté des budgets, il cesse sa carrière de cinéaste pour se vouer uniquement à l’écriture d’essais et romans. Le plus important, Lady Caligula, un roman de 800 pages sur les mœurs outrageuses de l’ancienne Rome, entièrement écrit en anglais à Hollywood en 1999, est publié en Amérique, et successivement traduit en bulgare, roumain et tchèque par des sociétés éditrices de ces nations, et par lui-même en italien.

## Filmographie
- 1972 : Cake Orgy, court métrage avec Sylvia Bourdon et Claudine Beccarie
- 1973 : Close-Up, court métrage avec Brigitte Maier
- 1974 : Hooked! (Terrorized Virgin), court métrage
- 1974 : French Blue ( Penetration / Les Bijoux de famille), avec Brigitte Maier, Dawn Cummings, Sylvia Bourdon et Claudine Beccarie
- 1975 : Wet Dreams (Rêves humides), segment The Happy Necrophiliacs avec Christine Fischer et Saskia Holleman
- 1975 : Sensations, avec Brigitte Maier, Véronique Monet, Tania Busselier et Frédérique Barral
- 1976 : Kinkorama, avec Peter Andrews, Jenny Baxter, Brigitte Maier et Dawn Cummings
- 1977 : Sex Maniacs, avec Kelly Francis et Clyda Rosen
- 1977 : Satin Party, court métrage avec Cosey Fanni Tutti
- 1977 : Love Inferno, avec Catherine Ringer, Dominique Pascal, Glenda Farrel, Emmanuelle Rivière et Carmelo Petix
- 1977 : Body Love, avec Catherine Ringer, Gilda Arancio, Glenda Farrel et Carmelo Petix
- 1981 : American Desire, avec Veronica Hart, Robert Kerman et Mai Lin
- 1986 : Young Nympho, avec Siobhan Hunter, Lynn Paula Russell, Stacey Donovan et Taija Rae (vidéo)
- 1986 : Temptations of the Flesh, avec Siobhan Hunter, Paula Meadows, Tasha Voux et Ashley Moore (vidéo)
- 1986 : Secret Mistress,  avec Colleen Brennan, Kristara Barrington, Siobhan Hunter, Ashley Moore, Stacey Donovan et Taija Rae (vidéo)
- 1986 : Hidden Fantasies,  avec Carol Cross, Kristara Barrington, Siobhan Hunter, Ashley Moore, Tasha Voux et Paula Meadows (vidéo)
- 1986 : Flasher, avec Carol Cross, Paula Meadows, Sharon Kane et Harry Reems (vidéo)
- 1986 : Deep and Wet, Kristara Barrington, Ali Moore, Paula Meadows, Carol Cross, Tasha Voux et Joey Silvera (vidéo)
- 1989 : Zozzerie di una moglie in calore,
- 1990 : Hotel Bizarre, avec Carol Lynn, Maren Beautte, Silvia Dany et Diana de Morice (vidéo)
- 1992 : Tender Blue Eyes, avec Brandy Snow, Marsha Johnson, Ashlie Rhey et Robert Carlyle (vidéo)
- 1996 : Diamonds Are for Pleasure, avec Tiziana D'Arcangelo, Isabelle Fortea, Nandy Hendriks, Dodd Rougeau et Susan Smit
- 1997 : Uncontrollable Lust, Chelsea Blue, Melissa Monet, Steve Drake, Roxanne Hall, Stephanie Swift et Tony Montana (vidéo)
- 1998 : Night and day, avec Alyssa Allure,	Raquel Devine, Roxanne Hall et Liza Harper(vidéo)
- 1999 : Intrique, avec Anita Cannibal, Liza Harper, Christina Angel, Herschel Savage et Mike Horner (vidéo)